# Lithurgus magnus
Lithurgus magnus är en biart som först beskrevs av Rahman 1997.  Lithurgus magnus ingår i släktet Lithurgus och familjen buksamlarbin. Inga underarter finns listade i Catalogue of Life.